# Ruddammen

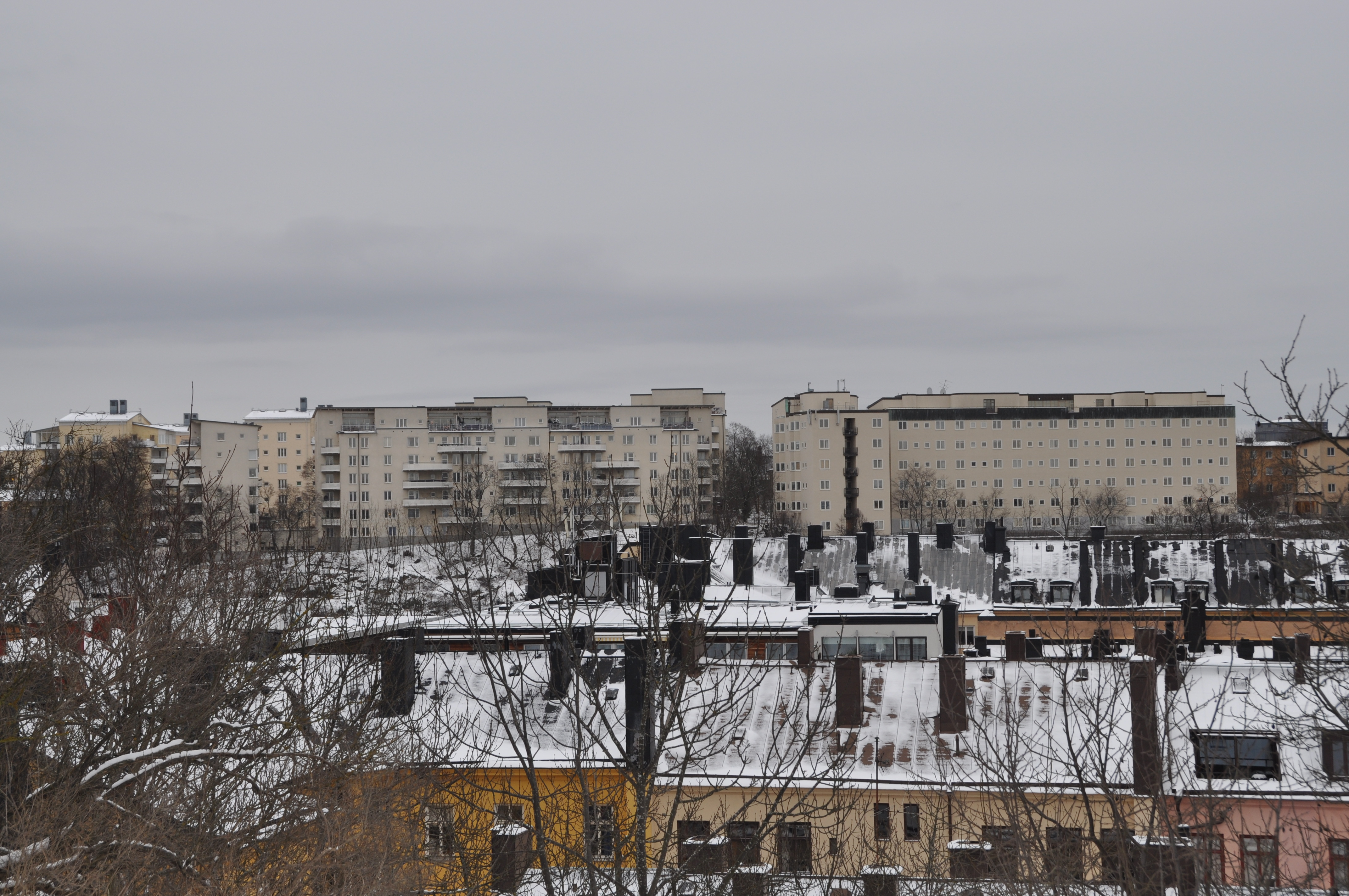
Byggnader i Ruddammen sedda från Vanadislunden

Ruddammen är ett informellt område i Stockholms innerstad. Det ligger inom stadsdelen Norra Djurgården. Namnet erinrar om de fiskdammar, som tidigare funnits väster om området.

## Området
Ruddammen ligger på en höjd invid Roslagstull och avgränsas av Valhallavägen samt Värtabanans och Roslagsbanans spårområden. Området gränsar i norr mot Albano. Huvudgata i området är Ruddammsvägen och dess förlängning Ruddammsbacken.
Området består dels av ett antal bostadskvarter byggda på 1930-talet, dels av drygt 450 lägenheter i bostadshus uppförda i början av 1990-talet på Roslagstulls sjukhus gamla sjukhusområde med anor från 1890-talet. Idag finns bostäder och kontor i några av det nedlagda sjukhusets bevarade äldre byggnader. Inom området ligger också ett höghus, ritat av Dag Ribbing, som byggdes som studenthotell 1953-1954.

## Historia

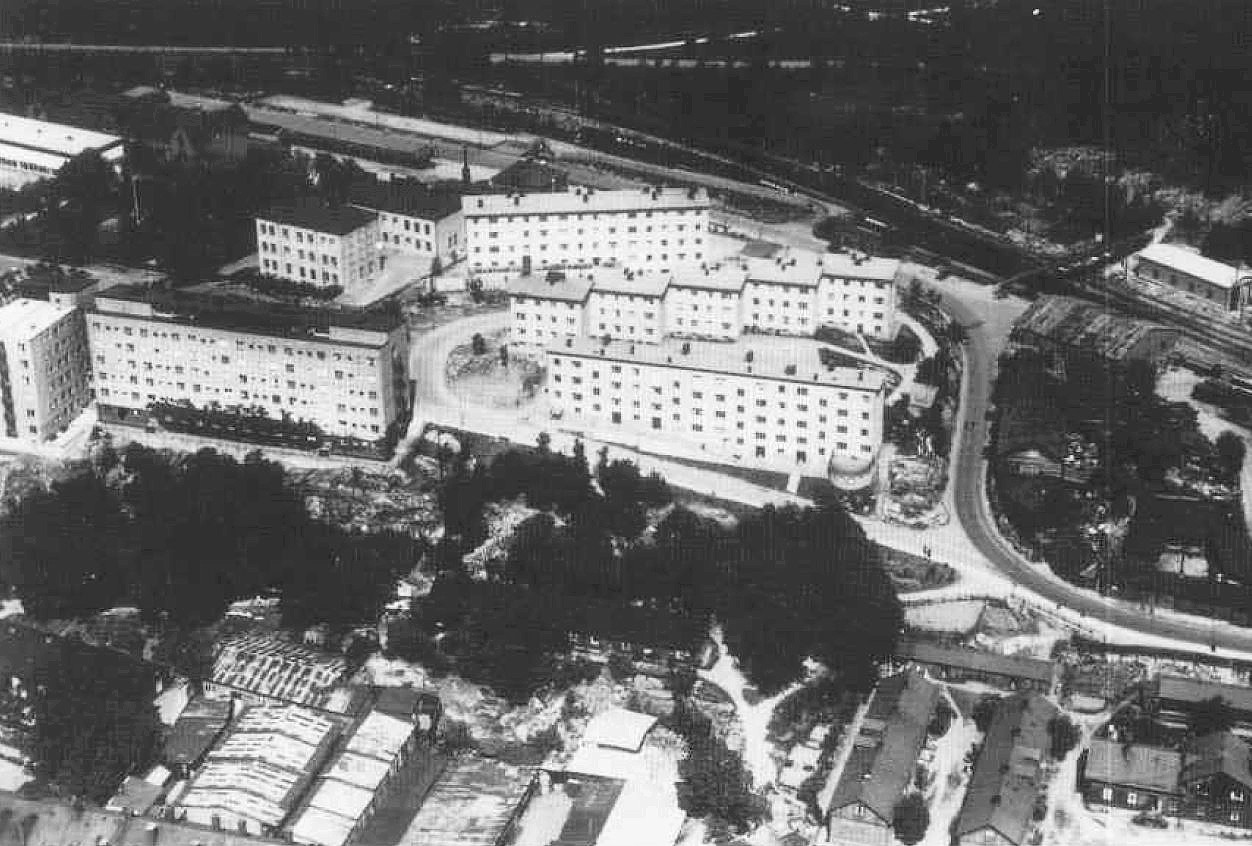
Körsbärshagen 1930-tal.

Innan Roslagstulls sjukhus, från början Roslagstulls epidemisjukhus, uppfördes på 1800-talet kallades området för Stora Kulberget eller Albanoberget. Bergets västsluttning kallades i folkmun för Ingemarshofsbackarna. På bergets östsluttning löpte från 1600-talet det så kallade Djurgårdsstaketet som utgjorde gränsen mellan staden och Norra Djurgården som ägdes av kronan. Kulbergen var en kedja av bergklackar och mindre kullar som sträckte sig från Roslagstull via nuvarande Lärkstaden bortåt Humlegården. Albano var ett numera försvunnet värdshus invid Roslagsvägen strax norr om berget. Ingemarshof var en till området gränsande egendom på vars ägor de dammar för odling av rudor fanns och som gett dagens Ruddammen sitt namn. 
Mellan dammarna och dagens Ruddammen låg den så kallade Körsbärshagen som har inspirerat till namngivningen av områdets gator: Körsbärsvägen, Stickelbärsvägen, Brunbärsvägen, Bigarråvägen, etc. På berget byggdes i slutet av 1800-talet Roslagstulls Epidemisjukhus och en av stadens östra renhållningsstationer. Flera av de äldre byggnaderna har bevarats inom området. Under några decennier på 1900-talet fanns så kallade kristidsbostäder, baracker för bostadsbruk, på platsen för Körsbärshagen. De fick i början av 1950-talet lämna plats för det ännu kvarstående studenthotellet. På 1930-talets slut uppfördes så kallade barnrikehus i Körsbergshagen. Arkitekt var Carl Melin. En av barnrikehusens lägenheter återställdes till sitt ursprungliga skick och är sedan 1990 Stockholms stadsmuseets museilägenhet Stickelbärsvägen 7. Namnet Ruddammen för området togs i bruk på 1990-talet i samband med exploateringen av sjukhusområdet.

## Bilder

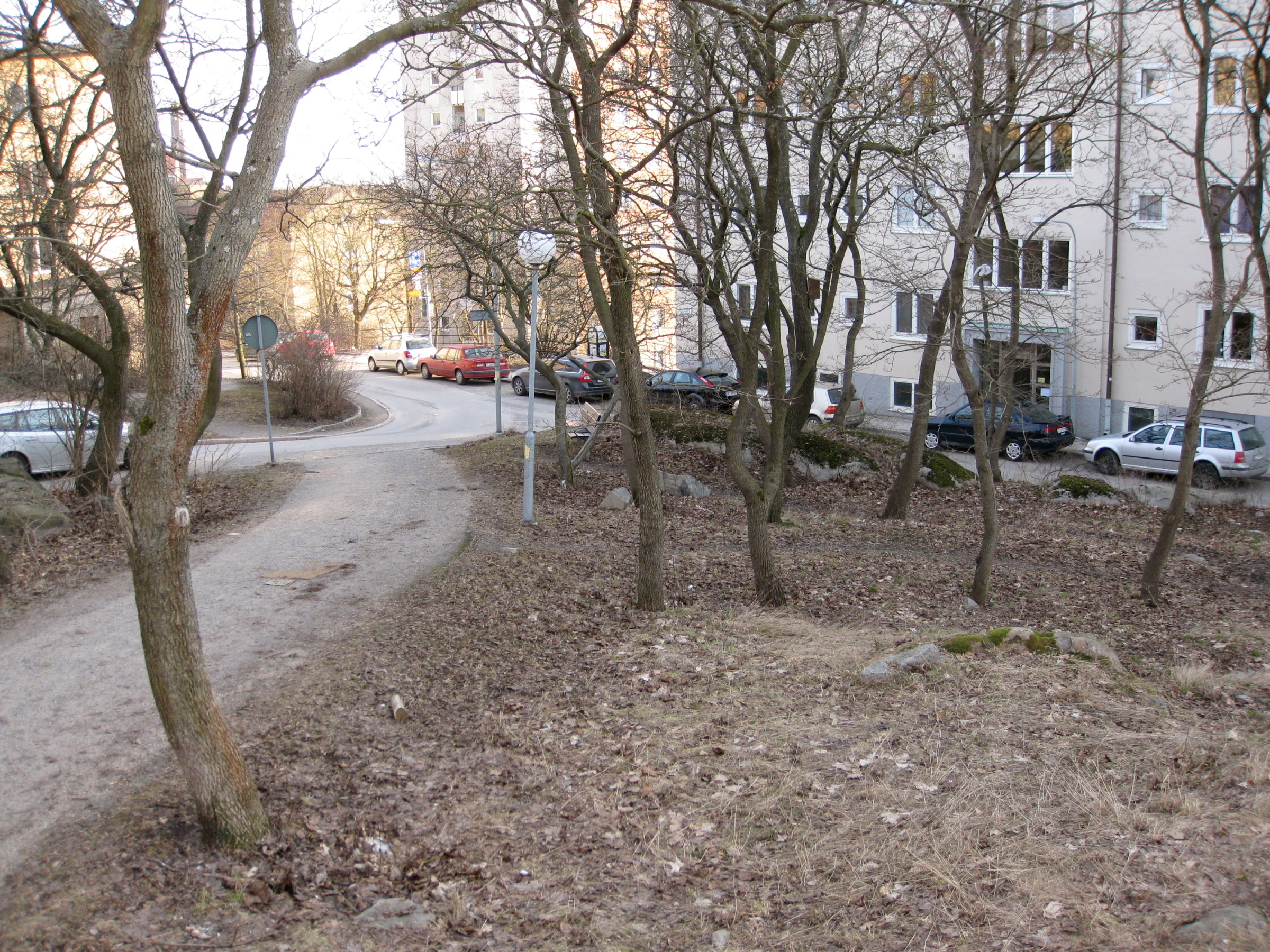
Stickelbärsvägen slingrar sig upp till Ruddammen.
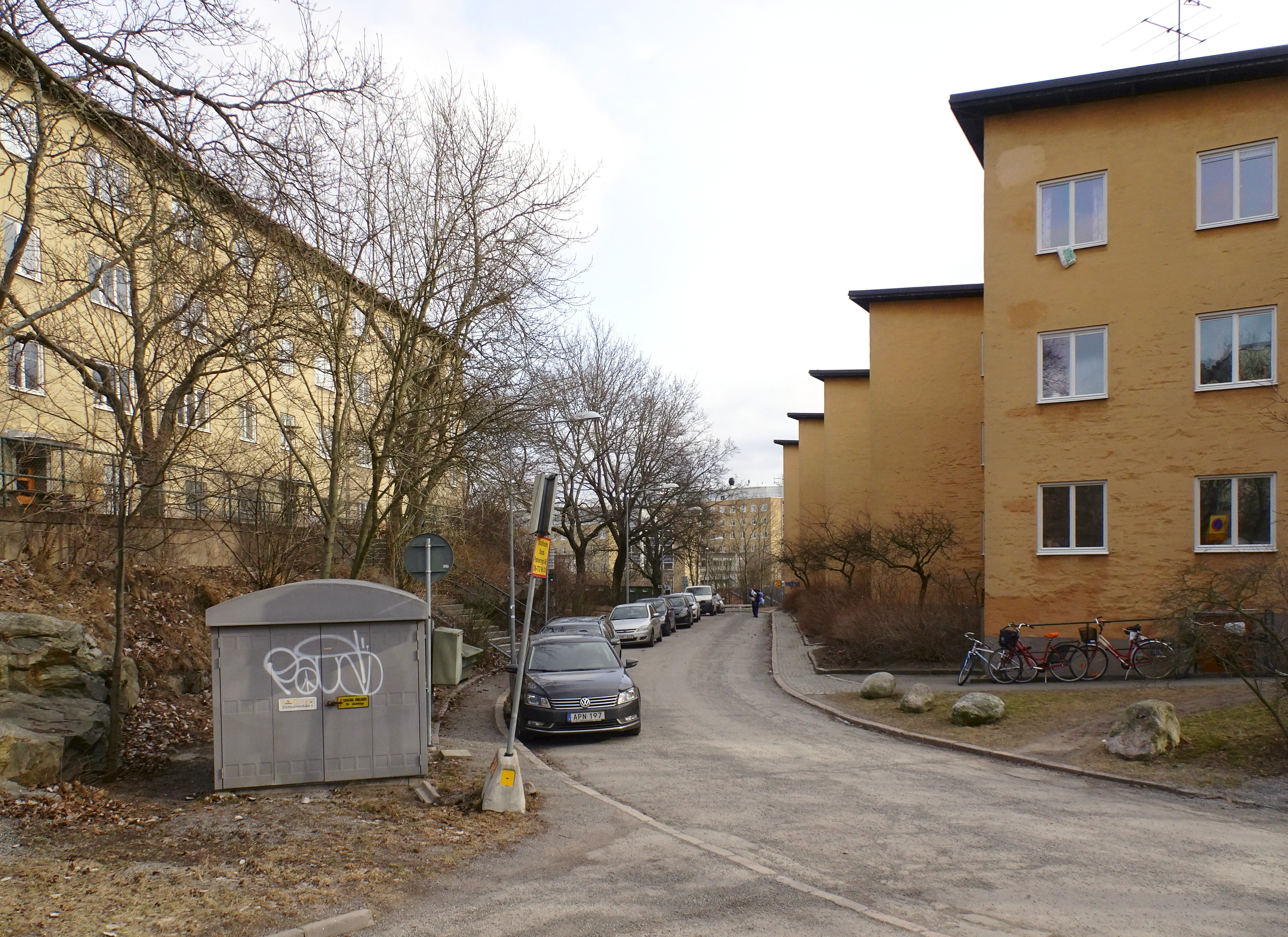
Stickelbärsvägen.
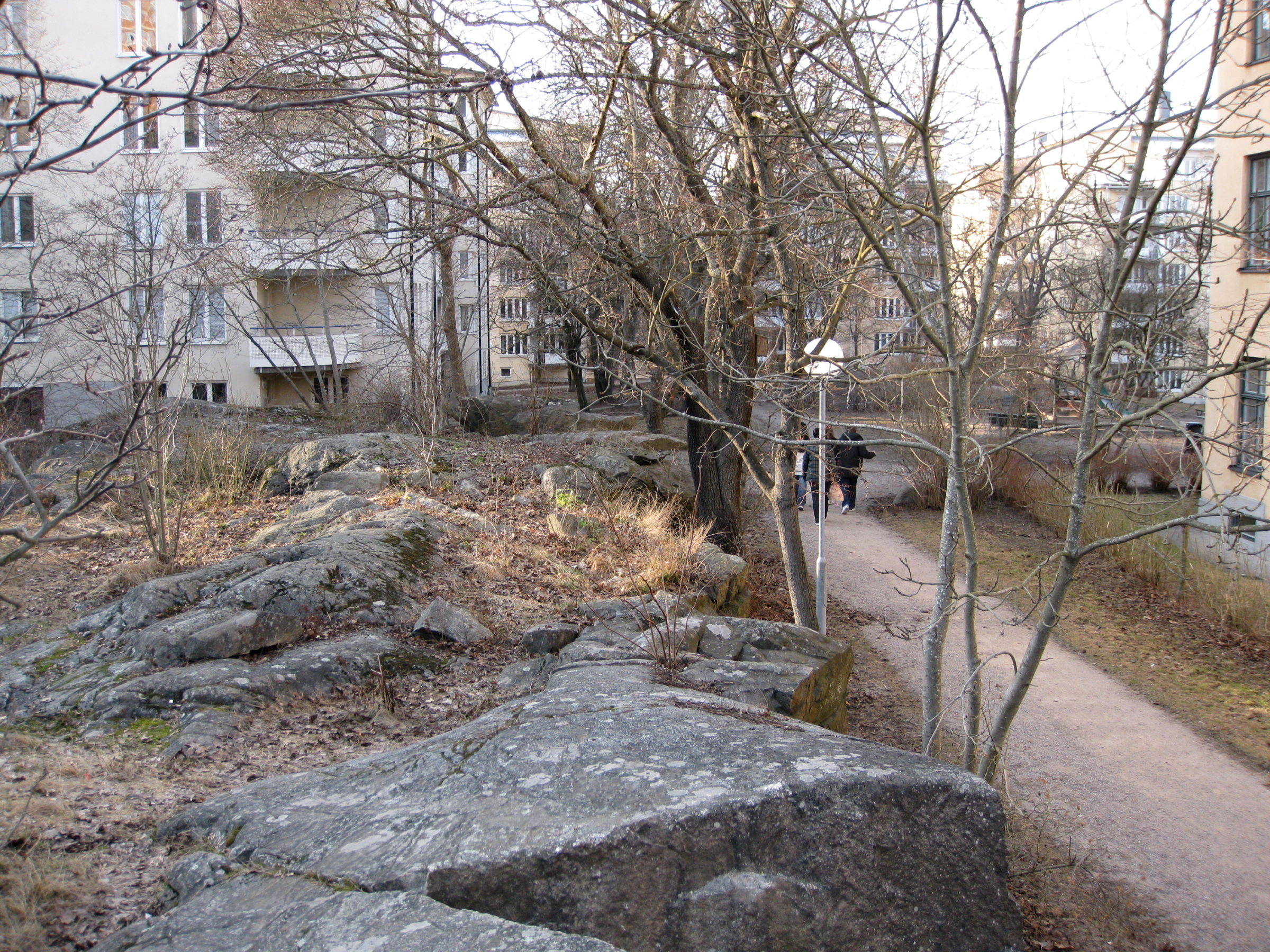
Ruddammen bjuder på relativt lugn ovanför Vasastan och Östermalm.
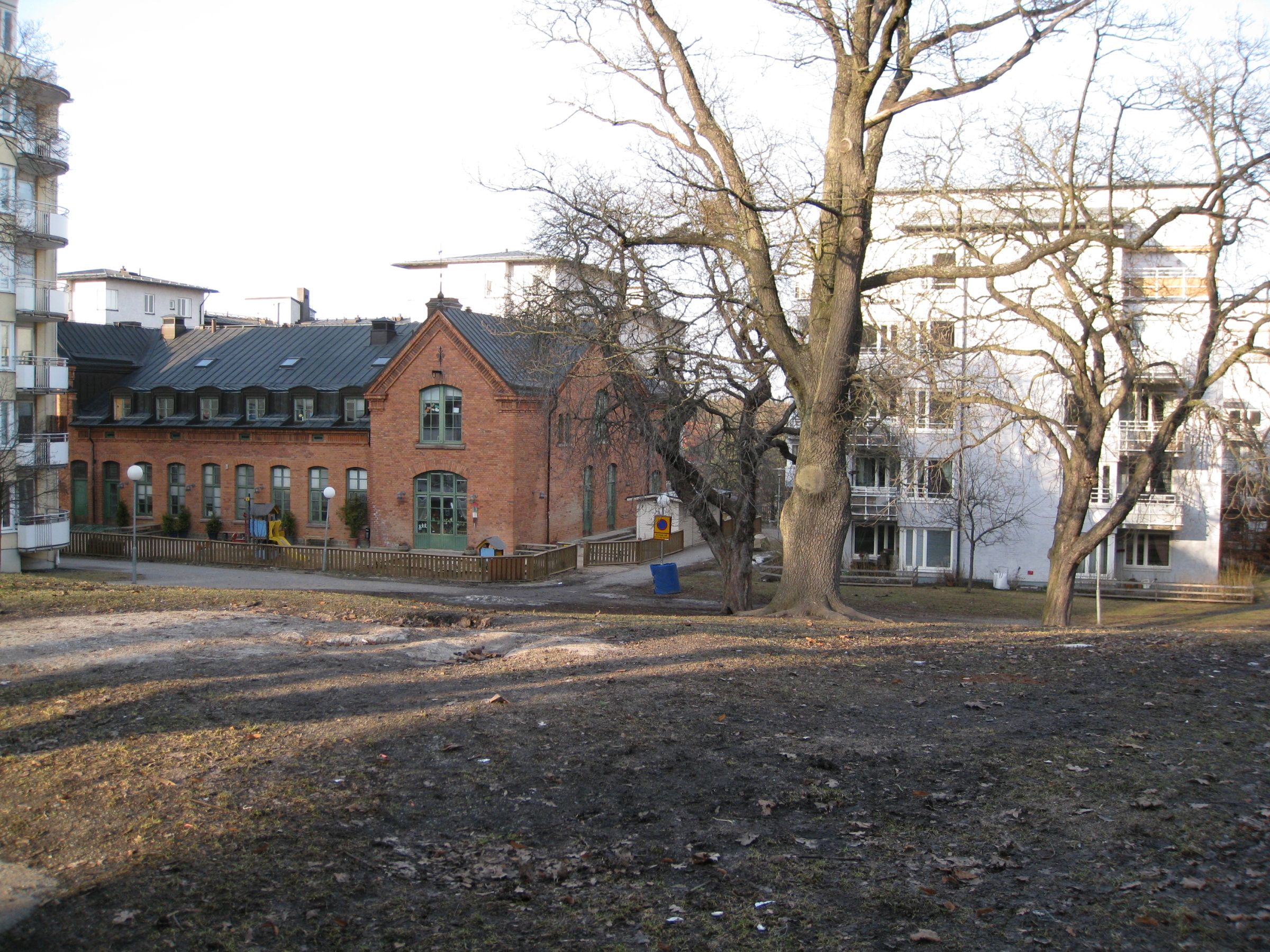
Här blandas nya flerfamiljshus med renoverade gamla industrilokaler.